# East vs. West: A Hearts of Iron Game
 (mars 2015).
 East vs. West: A Hearts of Iron Game  est un jeu de grande stratégie développé par le développeur danois BL-Logic et édité par Paradox Interactive, dont la sortie a été annulée.

## Développement
Les premières informations sur le jeu sont données le 2 juillet 2012, sans annonce officielle cependant. Il est annoncé officiellement par Paradox Interactive le 8 octobre 2012, qui annonce sa sortie pour le deuxième trimestre 2013 avant de la repousser à 2014 puis de l'annuler en mars 2014,.
Le 20 janvier 2014, les développeurs annoncent qu'une bêta sera disponible en mars 2014 et mettront en place un système de donation, ce qui signifie que la bêta sera gratuite mais que les joueurs pourront faire des dons pour soutenir le développement pour une sortie future du jeu. Le jeu est officiellement annulé le 6 mars 2014, selon l'éditeur, les retards successifs n'ont pas permis la sortie de la bêta du jeu et encore moins une sortie définitive.

## Système de jeu
Fonctionnant sur le même principe que les autres jeux de la série Hearts of Iron, East vs. West permet au joueur de prendre le contrôle de n'importe lequel des pays du monde à l'époque de la Guerre froide, lui donnant pour tâche de gérer la technologie, la politique, la diplomatie, l'économique, l'armée et l'espionnage de celui-ci.
Cependant, contrairement aux précédents jeux Hearts of Iron, le scénario ne se base pas sur une guerre précise de grande envergure, mais sur toute une période de l'Histoire.
La production et l'utilisation d'armes nucléaires est possible, mais elles ne peuvent être utilisées qu'en cas d'extrême nécessité.